# Lü Dongbin
Lü Dongbin (Lǚ Dòngbīn) werd rond 796 geboren in Jingzhao. Hij wordt in het daoïsme en Chinese volksreligie vereerd als een hoge godheid. Hij is de grondlegger van de Quanzhendao. Een veelvoorkomende religieuze naam van hem is Lüzu (呂祖). Tijdens zijn leven op aarde was Lü een daoshi en dichter. In de Chinese mythologie behoort hij tot de Ba Xian. Op afbeeldingen heeft Lü Dongbin de kleding van een geleerde. Hij draagt een zwaard om zijn schouder dat boze geesten weert.
In de meeste daoïstische tempels staat een beeld van Lü op een altaar. De verjaardag van Lü Dongbin/Lüzu (吕祖誕) wordt jaarlijks op de 14e dag van de vierde maand in de Chinese kalender gevierd.